# Atlapetes fuscoolivaceus
Atlapetes fuscoolivaceus là một loài chim trong họ Emberizidae.